# Sofa Landver

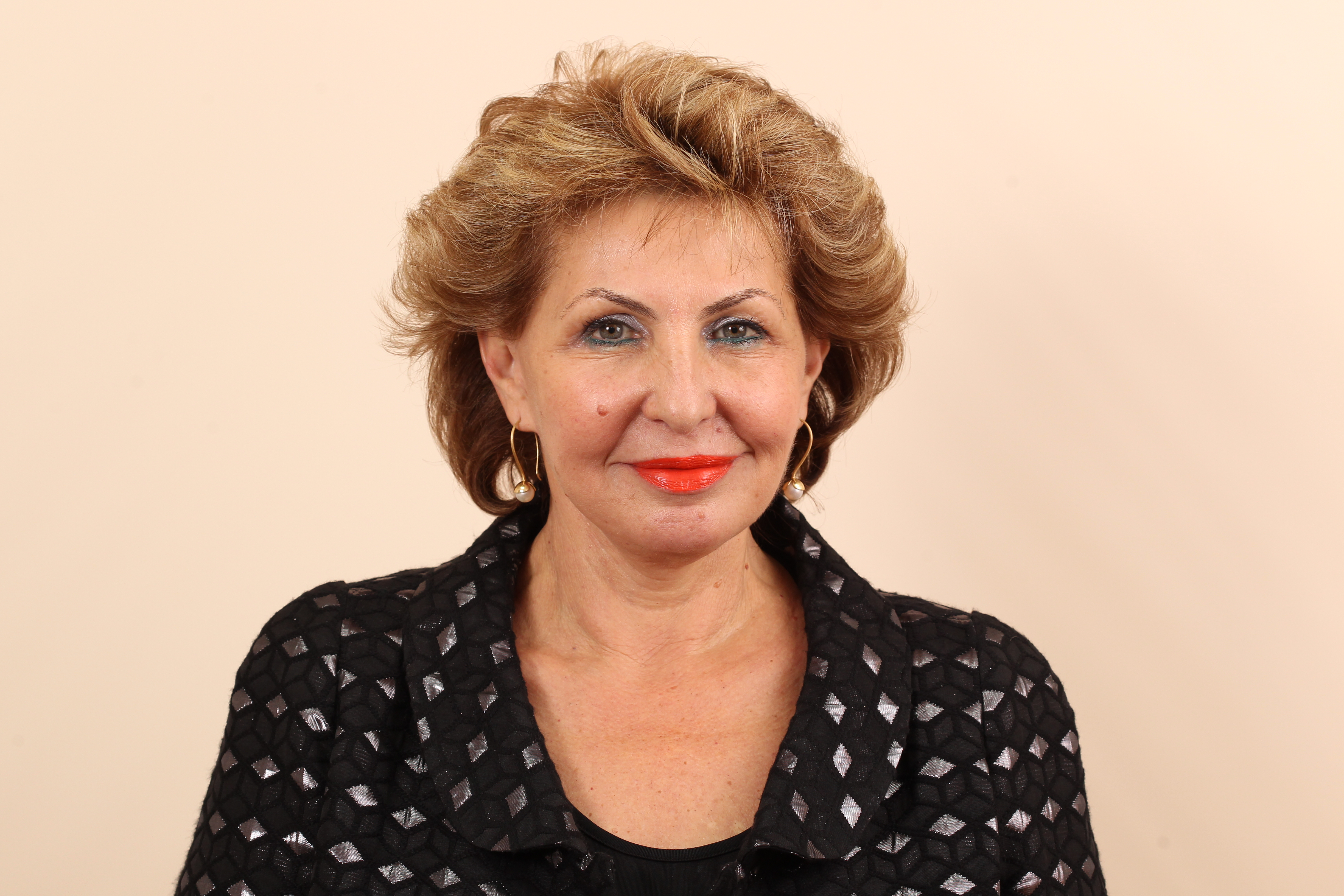
Sofa Landver

Sofa Landver (hebräisch סופה לנדבר; russisch Софа Ландвер; * 28. Oktober 1949 in Leningrad, Sowjetunion) ist eine israelische Politikerin. Sie ist Abgeordnete der Knesset für die nationalistische Partei Jisra’el Beitenu und war von 2009 bis 2015 sowie von 2016 bis November 2018 Ministerin für Einwandereraufnahme (engl. Ministry of Immigrant Absorption). Dem Radiosender Stimme Russlands zufolge war sie der erste ehemals sowjetische Staatsbürger in der Regierung Israels.

## Leben
Landver wurde im damaligen Leningrad (heute Sankt Petersburg) geboren und emigrierte 1979 nach Israel. Sie besitzt den akademischen Grad M.A. und ist Gesprächstherapeutin. Sie arbeitete im Stadtrat von Aschdod, war Direktorin der Development Company von Aschdod und Mitglied im Kuratorium der Jewish Agency.
Bei den Wahlen 1996 wurde sie über die Liste der Israelischen Arbeiterpartei Avoda in die Knesset gewählt. 1999 wurde sie über die Allianz One Israel wieder für Avoda ins Parlament gewählt und diente zwischen dem 12. August und dem 2. November 2002 als stellvertretende Ministerin für Verkehr und Verkehrssicherheit. Nach den Wahlen 2003 verlor sie ihren Sitz in der Knesset, konnte dorthin aber im Januar 2006 wieder zurückkehren als sie als Ersatz für Avraham Schochat nachrückte. Im Februar desselben Jahres trat sie allerdings wieder ab und wurde durch Orna Angel ersetzt, die dort selbst allerdings auch nur eine Woche Abgeordnete war.
Vor den Wahlen von 2006 trat Landver Jisra’el Beitenu bei und wurde dort auf Listenplatz sieben gesetzt. Die Partei erlangte elf Sitze und sie behielt ihren Platz in der Knesset. Bei den Wahlen 2009 wurde sie wieder in das Parlament gewählt, und am 31. März des Jahres wurde sie zur Ministerin für die Aufnahme von Migranten ernannt. Bei den Wahlen 2013 verteidigte sie ihren Sitz und bekleidete erneut das Amt bis in das Jahr 2015. Ihre Partei gehörte nach den Wahlen nicht mehr der Regierung an, weshalb sie ihr Amt verlor. Im Jahr 2016 trat ihre Partei erneut der Regierung bei. Dadurch wurde sie wieder zur Ministerin für die Aufnahme von Migranten ernannt und übte diese Funktion bis 2018 aus.
Landver hat ein Kind, ist verwitwet und lebt in Aschdod.